# Elaine Showalter

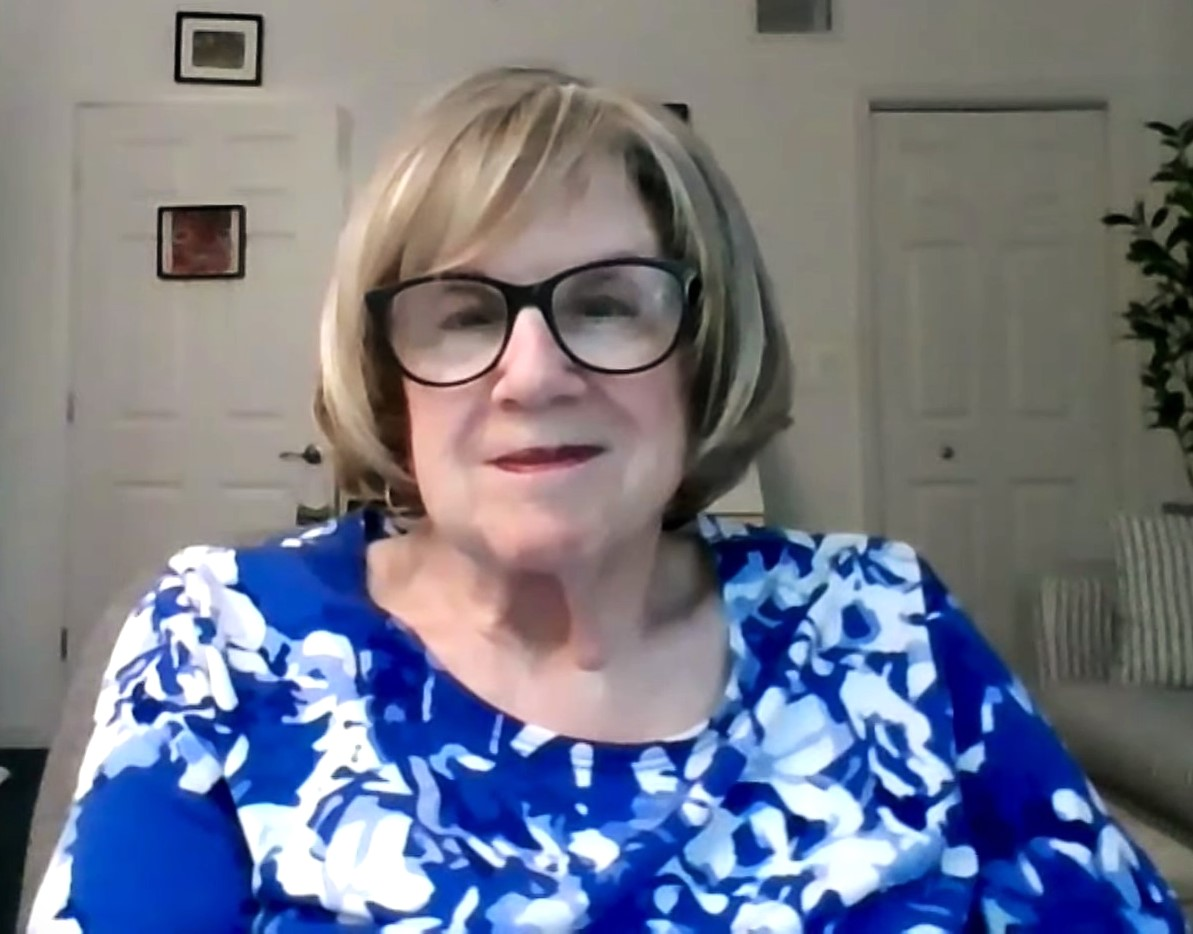
Elaine Showalter, 2022

Elaine Showalter (* 21. Januar 1941 in Boston, Massachusetts) ist eine US-amerikanische Medizinhistorikerin, Literaturwissenschaftlerin und Feministin.
Sie lehrte bis 2003 an der Universität von Princeton und ist Autorin verschiedener kulturwissenschaftlicher Werke.

## Werke
- New Feminist Criticism, 1985, ISBN 0394726472.
- The Female Malady: Women, Madness and English Culture 1830-1980, Time Warner Books UK 1987, ISBN 0860688690.
- Sexual Anarchy : Gender and Culture at the Fin de Siecle, 1990, ISBN 0670825034.
- Daughters of Decadence: Women Writers of the Fin De Siecle, Rutgers University Press 1993, ISBN 0813520185.
- A Literature of Their Own, Princeton 1998, ISBN 0691004765.
- Hystorien, Berlin 2001, ISBN 3827002494.
- Inventing Herself : Claiming a Feminist Intellectual Heritage, 2001, ISBN 0684822636.
- The Civil Wars of Julia Ward Howe: A Biography. Simon & Schuster, New York 2017, ISBN 978-1-4516-4591-0.